# 筏井竹の門
筏井 竹の門（いかだい たけのかど、1871年（明治4年）10月16日 - 1925年（大正14年）3月29日）は、石川県出身の日本の俳人、俳画家。別号に北雪、四石、此君、雪の村人、松杉窟など。旧姓は向田、本名は虎次郎。長男は歌人の筏井嘉一。

## 経歴
1871年（明治4年）に石川県金沢市で旧加賀藩士の子として生まれる。地元の新聞社、北陸新報に文選工として勤務しながら（当時の同僚に室生犀星がいる）、正岡子規の日本派に影響されて俳句を始める。1892年、富山県高岡市に転居すると、子規の『日本』俳壇に投句。また綿糸商を営んでいた筏井家の婿養子に入り、姓を向田から筏井と改める。1897年、子規門で新傾向俳句の河東碧梧桐が高岡を訪れた際に碧梧桐と会い傾倒、寺野守水老、山口花笠などと共に句会『越友会』を立ち上げる。1906年に自身の句誌『葦附』を主宰、沢田はぎ女を輩出するなど、北陸の俳句界を牽引し、1908年には高岡新報（現在の北日本新聞）の選者となる。また1911年に日本画家の冨田溪仙に師事、数多くの優れた俳画も残している。1925年、53歳で没。

## 句集
- 『竹の門句集』（1921年・高陵社）
- 『筏井竹の門遺墨百選』（1974年・高岡市立美術館編）